# ボールトンポール デファイアント
ボールトンポール デファイアント
デファイアント Mk. II
- 用途：戦闘機、夜間戦闘機、標的曳航機
- 分類：戦闘機
- 製造者：ボールトンポール社
- 運用者

  -  イギリス空軍
  -  オーストラリア空軍
  -  カナダ空軍
  -  ポーランド亡命空軍（英語版）
- 初飛行：1937年8月11日
- 生産数：1,064機
- 運用開始：1939年12月

ボールトンポール デファイアント（英語: Boulton Paul Defiant）は第二次世界大戦前にイギリスで開発された、ボールトンポール社製の単発レシプロ複座戦闘機である。デファイアントとは英語（語源はフランス語）で「反抗的な、挑発的な、喧嘩腰な」などの意味。
前方固定機銃を一切持たず、武装は機体上部の多連装旋回銃塔のみという異色の戦闘機として知られる。

## 概要
前方への固定機銃をもたず、機体上部コックピット後方の4連装旋回銃塔のみを武装とする。開発当時の戦闘機としては重武装だが、機体が重いため鈍速で運動性能も悪い機体であった。
対独戦の緒戦においてBf 110やJu 87に対してはそれなりの戦果をあげるも、Bf 109に対しては多数が撃墜されたこともあり、通常の戦闘機としての任務に不適とされた。しかし、爆撃機を相手にする夜間戦闘機として転用され、バトル・オブ・ブリテンの初期に活躍する。その後、本格的な夜間戦闘機が開発されると、標的曳航機や海上救助などの雑用機として使用された。
イギリス空軍パイロットの間では、"daffy"（間抜け、馬鹿の意味）との不名誉な愛称があった。

## 開発史
1935年、イギリス空軍は第一次世界大戦に活躍したブリストル・ファイターとコンセプトを同じくする「可動式機銃を備えた単発複座戦闘機」という要求仕様F.9/35を提示した。
パイロットは操縦に専念し、銃手は広い射角を得られる旋回機銃で攻撃に専念できるので戦闘を有利にすすめられるという概念である。
この要求仕様に対し、ボールトンポール社のP.82試作機とホーカー社のホットスパーが競合することとなった。P.82の一番機(K8620)に「デファイアント」の愛称が与えられ、1937年8月に初飛行した。銃塔無しでの飛行試験と、銃塔を搭載しての飛行試験が行われ、要求仕様に対して合格点の仕上がりであった。
これに対するホットスパーの開発は遅れ、初飛行がその一年後になっただけでなく、機体性能も十分ではなかったため、デファイアントが正式採用となり、通信用アンテナやキャノピーなどに少しの改良を加えた上で量産されることになった。これが最も生産数の多いデファイアントMk I型で合計713機生産された。
先に量産されているハリケーン(MK I)とはロールス・ロイス マーリン III（1,030馬力）エンジンが共通しており機体の大きさや翼面積も似通っていた。しかし、ハリケーンの全備重量2,900 kg、最大速度531 km/hに対し、デファイアントは全備重量が3,900 kg、最大速度489 km/hと、銃塔と複座ゆえの大重量と高翼面荷重のため、単純にスペックを比較すると鈍足で機動性が低く上昇性能の悪い戦闘機と言えた。
デファイアントの最大の特徴となる銃塔は、コクピット後方の機体上部に搭載され、7.7 mm機銃を4門備えた重武装となっている。
電気ポンプによる油圧で旋回し、垂直尾翼に当たりそうになる場合は自動的に電気が遮断され発射が停止するようになっているほか、機体前方へはコクピットとプロペラへの命中を避けるため、19°以下への射撃が出来ないようになっていた。
非常時にはパイロットが銃塔での射撃を行うこともできるが、パイロット席に照準器が無いこともあり、この機能が使用されることはほとんど無く、銃塔は主に後方へ向けた状態で使用された。

## 運用の歴史

### 昼間戦闘機
最初の配備は1939年12月に第264飛行中隊が12機を受領し、1940年からイギリス海峡のパトロールの任務に就いた。
初戦果は1940年5月12日のオランダ沖上空でHe 111、Ju 88を1機ずつ撃墜。

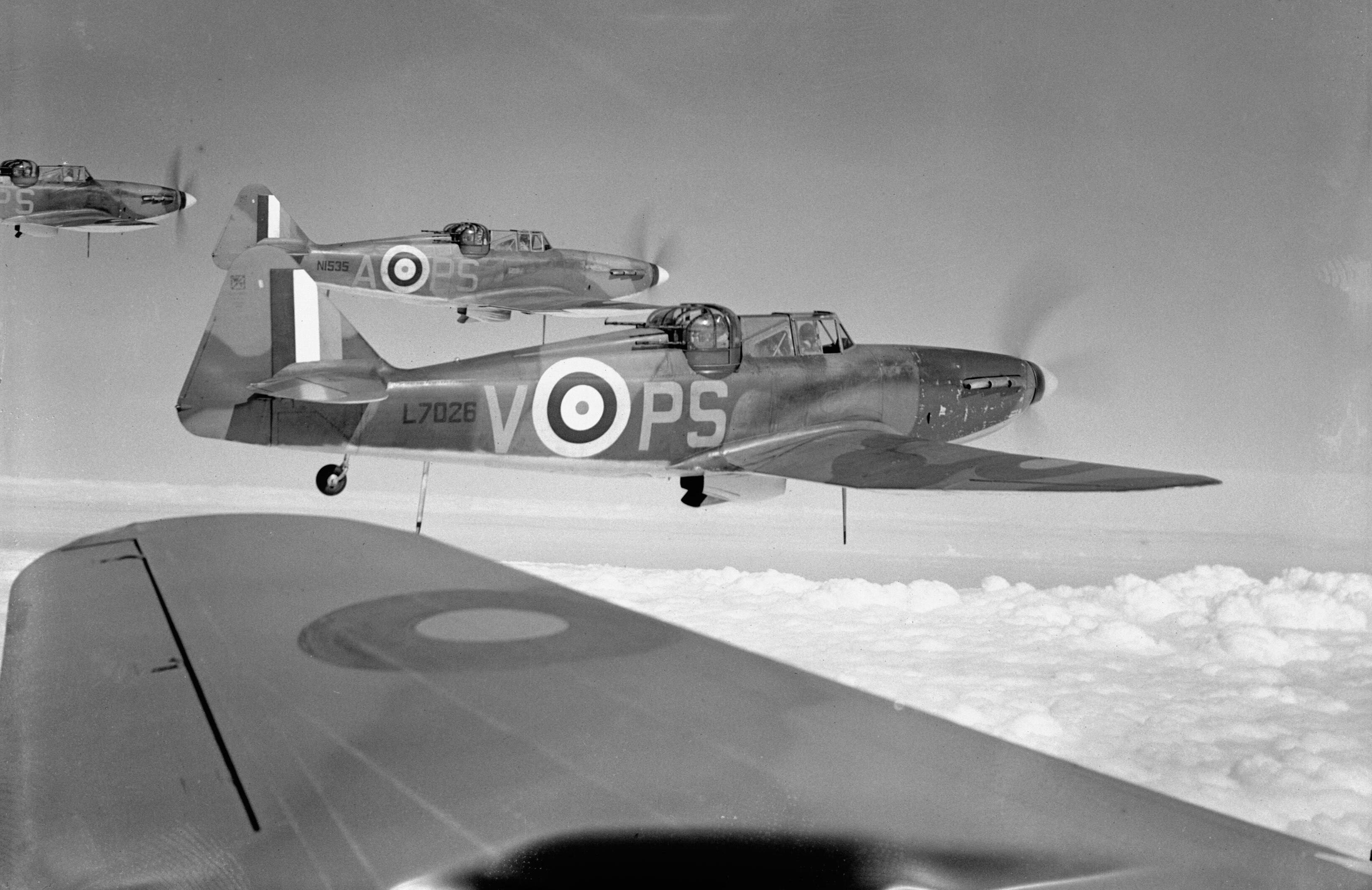
第264飛行隊のデファイアント

その後に続くダンケルクからの撤退戦においては、 Ju 87およびBf 110など計65機を撃墜している。 
ただし、それら敵機を撃墜した時の状況には、ドイツ軍パイロットがデファイアントをハリケーンと誤認しデファイアントに有利な後方から接近してきたところを攻撃した場合が少なからず含まれている。またそれら撃墜した敵機のほとんどが機動性の低い双発機で、軽快なBf 109が相手ではデファイアントの方が多くの被害を出している。特に5月19日の出撃ではBf 109の正面攻撃によって6機中5機が撃墜される大きな被害を受けた。
264飛行中隊では対抗策として、機体を降下させながらラフベリーサークル（水平に円を描くように機動する防御陣形）をとることで死角を無くし防御する戦術を考案した。
バトル・オブ・ブリテン開幕時に第264飛行中隊以外にデファイアントを配備していた第141飛行中隊が7月19日に出撃し、実戦でこの防御戦術を試すこととなったが、15機のBf109により攻撃をうけ9機中6機が撃墜された。第111飛行中隊のハリケーンが介入したため残りの3機は被撃墜を免れたが、被弾多数のために1機が帰還後に廃棄となっている。
こうしてデファイアントは昼間戦闘に不向きと認識され第一線からは外されることとなった。バトル・オブ・ブリテンでのイギリス軍の戦況は苦しく、8月にはたびたび戦闘任務が与えられた。しかし26日に2機喪失、28日に5機喪失し2回の出撃で計9人の搭乗員が死亡するなど、戦果に見合わない損害を被ったため、昼間戦闘機としての用途は完全に失われた。
昼間戦闘機としての欠点は、最大の特徴であるはずの銃塔が主な要因となっている。第一次世界大戦に比べ高速化した戦闘機同士の戦いでは、激しい旋回や加減速による加重がかかる中で銃塔を動かして狙いをつけることは困難な作業だった。また、射撃に適した位置へ移動するためにはパイロットと射手の間で意志の疎通を図る事が必要なのだが、激しい戦闘機動中にそのような余裕が無かった。鈍重で機動力が低い飛行性能に加え、前方固定武器が無いためパイロットの自由な攻撃ができず、正面からの攻撃にも弱いという欠点もかかえることになった。
さらに細かい問題点として射手の生存率の低さがあげられる。射手の搭乗は銃塔を機体前方へ向け銃塔後部のハッチから行うのだが、銃塔を後方へ向けた状態ではこのハッチを開くことが不可能だった。つまり脱出する際も銃塔を機体前方へ向けないと射手は脱出できない構造になっていた。また、銃塔内部は狭く射手はパラシュートを装着した状態で搭乗できないため、脱出時に積んでおいたパラシュートを装着する手間を必要とした。さらに、機体が被弾し電気系統が損傷すると銃塔が旋回できず、脱出が不可能な状況に陥ってしまう弱点もあった。
このような問題に対してボールトンポール社は銃塔を撤去し主翼内に機銃を装備、単座に改修した機体(P.94)を空軍に提案したが、既にハリケーンやスピットファイアが活躍している状態下では採用されることが無かった。

### 夜間戦闘機
こうして昼間戦闘機としては失敗に終わったデファイアントではあったが、8月の大損害以前に行った夜間出撃で2度の戦果をあげていたことに着目され、夜間戦闘機として使用されることとなった。
夜間戦闘に転用されたものはNF・Mk Iと呼ばれ、さらにレーダー搭載の改修が行われたものはNF・Mk IAの型番が与えられた。
第264、141飛行中隊は夜間戦闘機部隊に改編され、さらに4中隊が新設された。
さらにAI Mk IV要撃戦闘用レーダーおよびマーリン XXエンジンを搭載したMk IIが開発されたが207機生産、3個飛行中隊で運用されたにとどまった。
この間に開発が進んでいたボーファイターとモスキートの夜間戦闘機仕様でも、銃塔搭載案が検討され試験もされたものの結果は芳しくなく廃案となっている。
デファイアントの夜間戦闘の方法は、後の斜銃での攻撃と同様に、敵機の下後方に接近し、銃塔で射撃するというものであった。
パイロットがレーダー手を兼ね、射手は従来通り射撃のみを行う。
その後に登場する夜間戦闘機のほとんどはこれと異なり、パイロットは射撃手を兼ね、もう1名がレーダー手となる役割分担をとっている。
このことからデファイアントの分担があまり効率的では無く、夜間戦闘機としてMk II以降の発展が無かった理由とされている。
夜間戦闘機としての能力は完全では無かったものの、必要な時期に能力をもった機体として防空任務に活躍したということで、夜間戦闘機としては一定の評価をされている。

### その後
昼間戦闘機としては失敗に終わり、夜間戦闘機としては、本格的な機体にその座を譲ったデファイアントであったが、高速での射撃訓練機として再評価され改修、生産が行われた。
1942年には完全に戦闘用途から離れ、訓練機、標的曳航機、ECM、 航空海上救助作業に使用された。電子戦機はドイツ軍のフレイアレーダーに対するマンドリル妨害装置を搭載した機体である。 
標的曳航機としては、特に銃塔を撤去したTT Mk IIIとして140機が新たに製造された。Mk I、MK IIも、標的曳航機として転用される際には銃塔を外す改修を受けている。

## 派生型
Mk I量産型
NF・Mk I
夜間戦闘型
NF Mk IA
夜間戦闘型。AIMkI要撃戦闘用レーダー搭載改修型。
ASR Mk I
空海救助型。小型のゴムボートを搭載していた。
Mk II
夜間戦闘型。マーリンXXエンジンとAI Mk IV要撃戦闘用レーダー搭載。
TT Mk I
デファイアントMk IIを標的曳航機に改修したもの。150機が改修された。
TT Mk III
銃塔を取り除いた標的曳航機。

## スペック
(Mk I)
- 全長：10.77 m
- 全幅：11.99 m
- 全備重量：3,900 kg

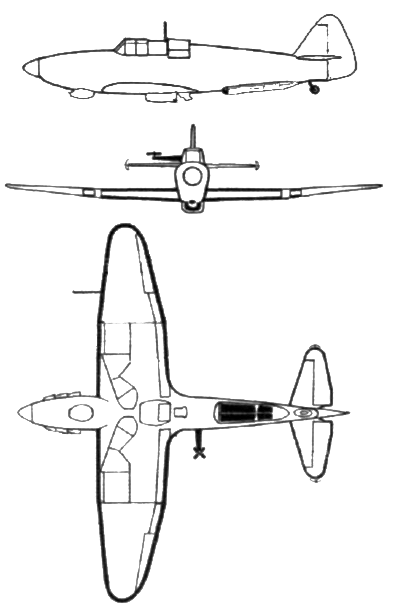
Boulton Paul Defiant

- エンジン：ロールス・ロイス マーリン3（1,030馬力）
- 最大速度：489 km/h
- 航続距離：750 km
- 武装：7.7 mm機銃×4
- 乗員：2名

## 備考
イギリス海軍で開発されたブラックバーン ロックもデファイアントと同コンセプトの機体である。
スクア艦上急降下爆撃機を基にして開発されており、やはり単発複座で機体上部の多連装銃塔のみを武装としている。
スクアの生産もボールトンポール社で行われたのだが、銃塔は別の物を搭載していたため、生産時に混乱が起きた。
なお、両者のコンセプトの元となったブリストル・ファイターには前方機銃が装備されていて、パイロットが射撃する前方固定機銃と後部座席観測員が使用する旋回機銃の両方によって戦果をあげていた。